# Valleroy-aux-Saules
Valleroy-aux-Saules – miejscowość i gmina we Francji, w regionie Grand Est, w departamencie Wogezy.
Według danych na rok 1990 gminę zamieszkiwało 266 osób, a gęstość zaludnienia wynosiła 53 osób/km² (wśród 2335 gmin Lotaryngii Valleroy-aux-Saules plasuje się na 782. miejscu pod względem liczby ludności, natomiast pod względem powierzchni na miejscu 1010.).